# Конец славы
«Конец славы» — российский комедийный фильм режиссёра Марюса Вайсберга. Главные роли в проекте исполняют Павел Деревянко и Сергей Чирков. Сюжет повествует об актёре, который с целью вернуть свою былую популярность решается похоронить самого себя заживо, а затем «воскреснуть».
В России проект вышел в прокат 1 февраля 2024 года.

## Сюжет
На Троекуровском кладбище проходят пышные похороны знаменитого российского актёра Вячеслава Агеева. Несмотря на то, что он талантлив в кадре, в жизни он просто невыносим и постоянно выбешивает всех своими выходками…
Незадолго до этого он принимает участие в съёмках исторического фильма, но срывает съёмку сцены убийства Александра II в историческом фильме, вызывая бешенство у актёра Ильина, находящего его в трейлере, развлекающегося с актрисой. Позднее агент Агеева, Антон, категорически высказывается на многие нелицеприятные предложение актёра, и после съёмок рекламного ролика майонеза узнаёт, что на него подали в суд за грубое нарушение условий контракта по рекламе фитнес-браслетов и требуют неустойку в размере 200 миллионов рублей. На премьерном показе фильма с его участием (прямо не называется, но в кадре мелькают постеры к фильму «Холоп 2», где снимался сам Деревянко) он узнаёт от Антона, что его вырезали из всех готовых фильмов. В приступе ярости он оскорбляет и увольняет своего агента и, обругав случайного человека, снимавшего его для стрима, идёт в ночной клуб, где напивается и становится участником драки. Наутро его пиар-директор Маша привозит пьяного Агеева в его особняк и умоляет актёра заняться собой, но тот легкомысленно воспринимает её слова.
Позднее Агеев, испытывающий огромные финансовые проблемы, вынужден съехать из особняка и поселиться в убитой съёмной квартире в хрущёвке. Однажды к нему приходит бывший пиар-директор, которая пытается приободрить Славу, и они начинают целоваться. Вскоре он пытается проникнуть к Антону, но его вырубает электрошокером консьерж, который принял Агеева за бомжа. Слава и Антон пытаются выработать стратегию возвращения Агеева в шоу-бизнес, и внезапно Антон вспоминает про историю из Китая, где усопший на следующий день воскресает. Несмотря на скептичное отношение Агеева, Антон категоричен — Слава должен умереть и сыграть свою лучшую роль, аргументируя это своими рассуждениями о том, кто и как будет вести себя на похоронах.
Они вдвоём начинают прорабатывать детали предстоящих похорон — выбирают гроб, вводя в исступление гробовщика, выбирая телефон с большой батареей и находя способ симулировать смерть. Через несколько дней Антон вводит Славе препарат, который мгновенно его вырубает и создаёт видимость смерти.
Вскоре после похорон Агеев приходит в себя в гробу и включив светомузыку, звонит Антону, который находится на поминках по Агееву. Тот обещает откопать актёра сразу по окончании поминок и просит его немного подождать. Пока идут поминки, Слава смотрит репортаж с его поминок, в которых рассказывается его биография, лучшие фильмы с его участием и мнение коллег.
Поминки заканчиваются тем, что в небо взмывает огромный плакат с его фотографией под песню «Если я заболею» Юрия Визбора. Тем временем Агеев из гроба входит в заранее созданный фальшивый аккаунт в соцсетях и смотрит реакцию коллег на его смерть, комментируя их. Все вспоминают его исключительно как талантливого актёра и замечательного человека. Устав ждать, Агеев записывает видеосообщение Антону, используя фильтр для видео, и получает в ответ видео с поминок, на котором Маша признаётся, что беременна от Славы. Эта новость вызывает у него шок, но после он начинает веселиться.
Через несколько часов ему по видеозвонку звонит Антон, который сообщает, что идёт выкапывать Славу, и в момент разговора Антона сбивает машина. Шокированный водитель говорит, что он умер. Агеев испытывает нервный срыв, но, успокоившись, начинает действовать. Сначала он пытается написать своему сыну и объяснить ему, что он на самом деле живой, но сын принимает его за тролля и блокирует. Следом на очереди идёт его мама, но Слава даже не помнит её номера телефона. Через некоторое время Агеев остаётся в полной темноте — заряд аккумулятора, питающего светомузыку, иссяк. С трудом ему удаётся восстановить работу подсветки «звёздного неба», и продолжает звонить. Он дозванивается до бывшей жены Кати, которая даже выслушивает его, но решает, что это мошенники, и сбрасывает звонок. Следом на очереди идёт Маша, но он не помнит полностью её номер, и несколько раз звонит незнакомым людям. Наконец, дозвонившись до Маши, он радуется, но в который раз его звонок принимают за розыгрыш и сбрасывают. В итоге он звонит по видеосвязи. Маша, едва увидев лицо Агеева на тёмном фоне, вопит от ужаса, но после радуется, что он живой. После недолгого душевного разговора она говорит, что едет.
Агеев читает в интернете, сколько времени можно прожить в гробу, и узнаёт, что объём воздуха в стандартном гробу расходуется примерно за 16 часов. Высчитав, сколько времени прошло с момента похорон, он понимает, что у него осталось примерно два часа. Попытавшись связаться с Машей, он вдруг попадает на фельдшера скорой помощи, которая объясняет ему, что её везут в Кащенко, так как она, будучи возбуждённой, «собиралась выкопать Агеева». Он пытается вызвать такси, но попадает на таксиста из Средней Азии, который отказывается идти по координатам и сообщает, что будет ждать его у входа.
Через некоторое время он получает входящее уведомление с видео, на котором Маша пытается прорваться к могиле Агеева, но её скручивают санитары. Отчаявшись, он звонит своей двоюродной сестре, с которой ранее очень грубо обошёлся, но возникает серьёзная проблема — так как она сектантка, то убеждена, что с ней общается «блуждающая энергия», которая скоро трансформируется. Поняв, что этим способом ничего не добиться, он звонит гробовщику, его закопавшего, но тот нелицеприятно высказывается о нём и его творчестве и кладёт трубку. Отчаявшись, он всё же звонит в службу спасения, но там все его звонки воспринимают за розыгрыш и угрожают заблокировать, так как на номер, которым пользовался Агеев в гробу, поступили жалобы. Задумавшись, он пытается связаться с журналистами, но те думают, что это дипфейк, и демонстрируют это в ответном видео. В этот момент телефон выдаёт сигнал о низком заряде батареи. Агеев заходит на сайт чат-рулетки и пытается поговорить хоть с кем-нибудь, но сотовая связь пропадает — его сим-карту блокируют.
После очередного нервного срыва, находясь в полном отчаянии, он достаёт зажигалку и, подсвечивая ею своё лицо, записывает прощальное видео на камеру телефона, в котором извиняется перед всеми, с кем был груб в своей жизни.
Вскоре кислорода в гробу становится так мало, что Агееву видится, что он едет в трамвае (как в одном из фильмов, где он играл главную роль), и, увидев Машу, пытается остановить трамвай и выйти. Не имея возможности что-либо сделать, он понимает, что умер, и произносит «Простите».
Внезапно его будит Антон, который говорит, что они за грехи теперь в аду и предлагает встать и следовать за ним. Сразу же он видит перед собой свою маму, Машу (которая на самом деле беременна), Кирилла, Катю, и сцена отдаляется, показывая, что это всего лишь декорации, в которых на всякий случай дежурили медики. Антон объясняет, что этим способом они хотели проучить и вернуть «настоящего» Славу, для чего подготовили столь дорогостоящее мероприятие. Его на самом деле похоронили, но после гроб выкопали и перенесли в другое место, пока он был в отключке — в бутылке водки была куча снотворного. Узнав это, Слава набрасывается на Антона, но его удерживают от расправы.
Через год все действующие лица собираются на барбекю по поводу его второго дня рождения. Антон сообщает, что Славе предлагают роль в артхаусном кино, однако из-за плотного графика и ради семьи он отказывается от предложения. Произнеся тост, он начинает танцевать а следом к действию подключаются и остальные.

## В ролях
| Актёр              | Роль                                                  |
| ------------------ | ----------------------------------------------------- |
| Павел Деревянко    | Вячеслав Агеев                                        |
| Сергей Чирков      | Антон (агент Агеева)                                  |
| Дарья Урсуляк      | Маша Колесникова (пиар-директор Вячеслава Агеева)     |
| Екатерина Климова  | Катя (бывшая жена Вячеслава Агеева)                   |
| Наталья Хорохорина | мать Вячеслава Агеева                                 |
| Ольга Воронина     | Марина Капустина (двоюродная сестра Вячеслава Агеева) |
| Максим Лагашкин    | камео                                                 |
| Александр Ильин    | камео                                                 |
| Ян Цапник          | камео                                                 |
| Семён Арзуманов    | Кирилл (сын Вячеслава Агеева)                         |
| Наталья Бардо      | Диана                                                 |
| Андрей Илкин       | интерн                                                |
| Сергей Вагин       | журналист                                             |
| Виктория Каруна    | кастинг-директор                                      |
| Наталья Бояренок   | врач скорой помощи                                    |
| Семен Нефёдов      | сын (из рекламы майонеза)                             |

## Премьера
Премьера фильма прошла в московском кинотеатре «Октябрь» 1 февраля 2024 года.
Отзывы о сериале получились смешанными, некоторым зрителям понравилась необычная идея, многие пристыдили проект за шутки со смертью.